# Amber Midthunder
Amber Midthunder (* 26. dubna 1997 Nové Mexiko) je americká domorodá herečka. V roce 2016 si zahrála v dramatickém snímku Za každou cenu, po boku Jeffa Bridgese a Bena Foster. Během let 2017–2019 ztvárnila jednu z hlavních rolí v seriálu Legion. Od roku 2019 se začala objevovat v seriálu Roswell: Nové Mexiko na stanici The CW.

## Filmografie

### Film
| Rok  | Název                              | Role                          | Poznámky |
| ---- | ---------------------------------- | ----------------------------- | -------- |
| 2001 | The Homecoming of Jimmy Whitecloud | malá dívka                    |          |
| 2002 | Deadly Species                     | Calusa Tribe                  |          |
| 2008 | Jarní úklid s.r.o.                 | dívka v obchodě se sladkostmi |          |
| 2008 | Správná volba                      | studentka č. 3                |          |
| 2009 | Unesená                            | Amaya Bishop (malá)           |          |
| 2014 | Drunktown's Finest                 | modelka č. 1                  |          |
| 2015 | Spare Parts                        | Nikki                         |          |
| 2015 | Bare                               | Malya                         |          |
| 2016 | Za každou cenu                     | Vernon Teller                 |          |
| 2016 | Priceless                          | Maria                         |          |
| 2018 | 14 Cameras                         | Danielle                      |          |
| 2018 | She's Missing                      | Honey                         |          |
| 2019 | Only Mine                          | Julie Dillon                  |          |
| 2020 | Centurion the Dancing Stallion     | Elissa Hall                   |          |
| 2021 | Mrazivá past                       | Tantoo                        |          |
| 2021 | The Marksman                       | obsluha pumpy                 |          |

### Televize
| Rok        | Název                            | Role             | Poznámky                                       |
| ---------- | -------------------------------- | ---------------- | ---------------------------------------------- |
| 2012–2014  | Drsný šerif                      | Lilly Stillwater | díly: „Smrt na sněhu“ a „Miss Šajen“           |
| 2014       | Banshee                          | Lana Cleary      | díly: „Na válečné stezce“ a „Pokrevní linie“   |
| 2015       | Ztracená archa                   | Starlet          | díl: „Emma Watson's Father“                    |
| 2016       | The Originals                    | Kayla            | díl: „Alone with Everybody“                    |
| 2017–2019  | Legion                           | Kerry Loudermilk | hlavní role                                    |
| 2018       | The Misadventures of Psyche & Me | Lizzie           | minisérie                                      |
| 2019–dosud | Roswell: Nové Mexiko             | Rosa Ortecho     | vedlejší role (1. řada), hlavní role (2. řada) |
| 2020       | Fargo                            | Swanee Capps     | vedlejší role (4. řada)                        |